# Ню Зеланд (линеен крайцер, 1911)
Ню Зеланд (на английски: HMS New Zealand) е линеен крайцер на британския Кралски флот, от времето на Първата световна война. Един от трите линейни крайцера от типа „Индифатигъбъл“. Построен е със средства, предадени като дар на Военноморския флот на Великобритания от правителството на Нова Зеландия.

## История на службата
На 23 ноември 1912 г. в Девънпорт, по молба на правителството на Нова Зеландия, линейният крайцер е окомплектован с пълен екипаж и предаден на Кралския флот на Великобритания. Корабът започва службата си в състава на 1-а ескадра крайцери на Флота на метрополията. През юли 1914 г. „Нова Зеландия“ заедно с други английски кораби посещава Рига, Ревел и Кронщат.
По време на Първата световна война „Нова Зеландия“ носи бойна служба в Северно море, и взема участие в сраженията при Догер банк и Ютланд.
След края на войната, през 1919 г. линейният крайцер извършва турне по британските доминиони.
На 13 август 1923 г. „Нова Зеландия“ е предаден за скрап.

## Коментари
1. ↑  Всички данни са приведени към момента на влизане в строй.